# Parametriocnemus boreoalpinus
Parametriocnemus boreoalpinus is een muggensoort uit de familie van de dansmuggen (Chironomidae). De wetenschappelijke naam van de soort is voor het eerst geldig gepubliceerd in 1942 door Gowin & Thienemann.